# Churchgate

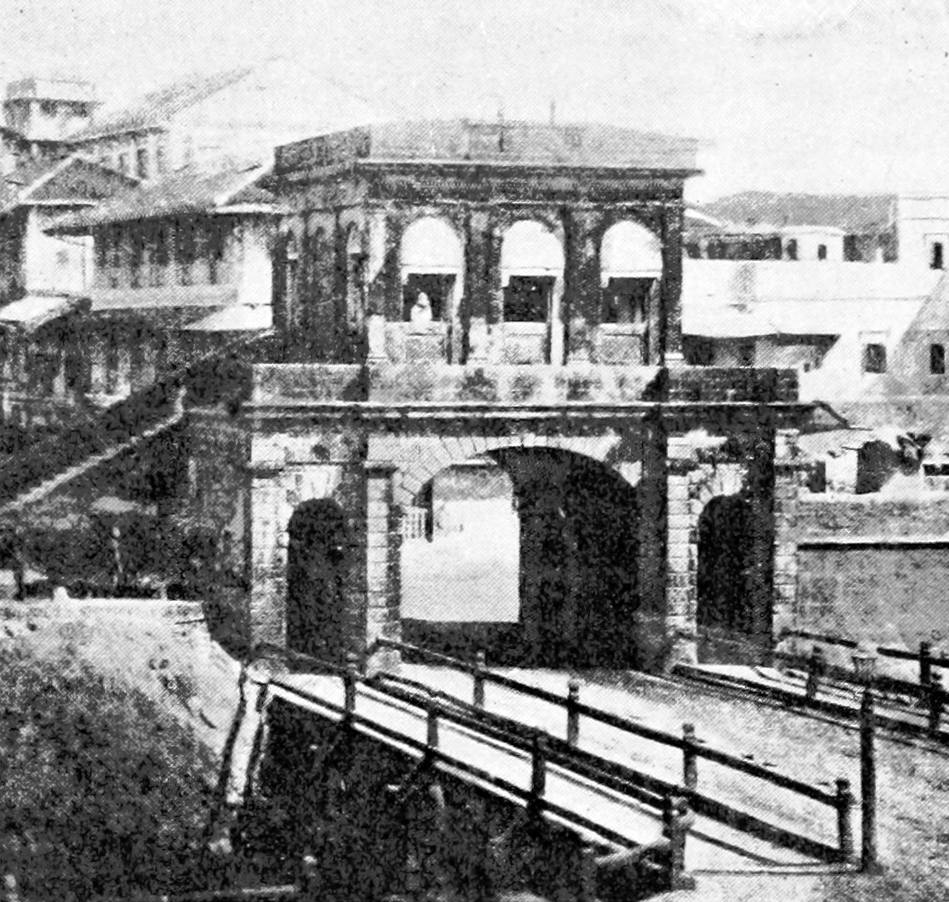
Původní brána v roce 1863

Churchgate je oblast v centrální části města Mumbaí (Bombaj) v indickém státě Maháráštra.
Svůj název má podle kostelní brány, která se zde nacházela v 18. až 19. století, kdy bylo město obehnáno hradbami. Brána měla název podle nedalekého kostela sv. Tomáše, který se nacházel v místě současného náměstí Hutatma Chowk. V současné době je oblast známá především díky rušnému nádraží Západní linky místní příměstské železnice. V 19. století vznikla kolem oblasti Churchgate řada domů ve stylu britské koloniální architektury, která je od roku 2018 součástí světového dědictví UNESCO pod názvem „Soubor staveb ve stylu viktoriánské gotiky a art deco v Bombaji“. V současné době zde také sídlí Nejvyšší soud státu Maháráštra, nachází se zde několik univerzit, ředitelství bank a obchodních center. Sportovní objekty v oblasti jsou Brabourne Stadium a Oval Maidan.